# Ingvasta
Ingvasta är en bebyggelse i Rasbokils socken i Uppsala kommun. Från 2015 avgränsar SCB här en småort.